# Centaurea pangaea
Centaurea pangaea là một loài thực vật có hoa trong họ Cúc. Loài này được Greuter & Papan. mô tả khoa học đầu tiên năm 1979.